# イザベル・デコス
イザベル・デコス （Isabelle d'Écosse、1426年 - 1494年10月13日）は、ブルターニュ公フランソワ1世の妃。イザボー・デコス（Isabeau d'Écosse）とも呼ばれた。スコットランド王ジェームズ1世と王妃ジョーン・ボーフォートの娘。英語名ではイザベラ・ステュアート（Isabella Stewart）またはイザベラ・オブ・スコットランド（Isabella of Scotland）。

## 生涯
イザベルは姉のマーガレットよりも美しいという評判が高く、ブルターニュ公ジャン5世は息子フランソワの妻にイザベルを望んだ。公はスコットランドに大使を派遣した。ブルターニュ宮廷に戻った大使は、イザベルは美しく賢明で優雅であり、控えめであると報告した。ジャン5世はこう答えた。
『友よ、スコットランドに戻り、彼女を連れてくるのだ。彼女は私の望む全てであり、私はその他の望みを持っていない。あなたの言う賢い女性は、効果よりも害を及ぼすのだ。』
1442年10月30日、オーレー城にてイザベルはフランソワと結婚した。その後すぐ宮廷全体がレンヌへ移動し、8日間の祝宴が続いた。姉マーガレットが若くして死ぬと、イザベルは現在も残るミニアチュールの時祷書（livre d'Isabeau d'Escosse）を作らせた。姉と同様にイザベルも詩人としての名声が高かった。1450年にフランソワ1世が死ぬと、彼女は公国の宰相ジャン・ド・ラ・リヴィエールが建てさせたヴァンヌの邸宅に隠棲した。今日この邸宅は「3人の公妃の家」として知られている。1494年にイザベルは死に、ヴァンヌのサン・ピエール大聖堂に埋葬された。

## 子女
- マルグリット（1443年 - 1469年） - ブルターニュ公フランソワ2世の最初の妃
- マリー（1444年 - 1506年） - ロアン子爵およびポルオエ伯爵ジャン2世の妻